# Mount Gaudry
Mount Gaudry är ett berg i Antarktis. Det ligger i Västantarktis. Argentina, Chile och Storbritannien gör anspråk på området. Toppen på Mount Gaudry är 2 531 meter över havet. Gaudry ingår i Princess Royal Range.
Terrängen runt Mount Gaudry är huvudsakligen bergig, men söderut är den kuperad. Mount Gaudry är den högsta punkten i trakten. Trakten är obefolkad. Det finns inga samhällen i närheten. 